# إيدا كامبريدج
إيدا كامبريدج (بالإنجليزية: Ada Cambridge) (21 نوفمبر 1844، نورفك في المملكة المتحدة - 19 يوليو 1926، ملبورن في أستراليا)؛ شاعرة، كاتِبة وروائية بريطانية.